# Eutanasia di un amore
Pour plus de détails, voir Fiche technique et Distribution.
Eutanasia di un amore est un drame sentimental italien réalisé par Enrico Maria Salerno et sorti en 1978. 

## Synopsis
Paolo, professeur d'université, tente de renouer avec Sena, son ancienne étudiante qui l'a quitté sans explication. Il la rejoint à Paris, où elle s'est installée grâce à une bourse, et la trouve en compagnie d'un autre homme. Sena retourne à Florence où elle lui révèle la raison de son abandon : elle a dû faire une interruption volontaire de grossesse. Maintenant, elle voudrait un enfant, et elle le voudrait avec Paolo, mais il ne veut absolument pas être père et ils se séparent, cette fois pour de bon.

## Fiche technique
- Titre italien original : Eutanasia di un amore[1]
- Réalisateur : Paolo Spinola
- Scénario : Massimo De Rita, Arduino Maiuri, Enrico Maria Salerno d'après le roman éponyme de Giorgio Saviane publié en 1977.
- Photographie : Marcello Gatti
- Montage : Mario Morra
- Musique : Daniele Patucchi (it)
- Décors : Dante Ferretti
- Costumes : Wayne A. Finkelman (it)
- Production : Mario Cecchi Gori
- Société de production : Capital Films, Koral Cinematografica, Rizzoli Film
- Pays de production :  Italie
- Langues originales : italien
- Format : couleur - Son mono - 35 mm
- Durée : 107 minutes
- Genre : drame sentimental
- Dates de sortie :
  - Italie : 7 octobre 1978

## Distribution
- Ornella Muti : Ursenna, dite « Sena »
- Tony Musante : Paolo Naviase
- Monica Guerritore : Silvia
- Laura Trotter : Patrizia
- Mario Scaccia : médecin
- Gerardo Amato : Domenico
- Umberto Benedetto : Pio
- Enrico Bergier : Lorenzo